# Aire d'attraction de Lens - Liévin
L'aire d'attraction de Lens - Liévin est un zonage d'étude défini par l'Insee pour caractériser l’influence de la commune de Lens sur les communes environnantes.

### Carte

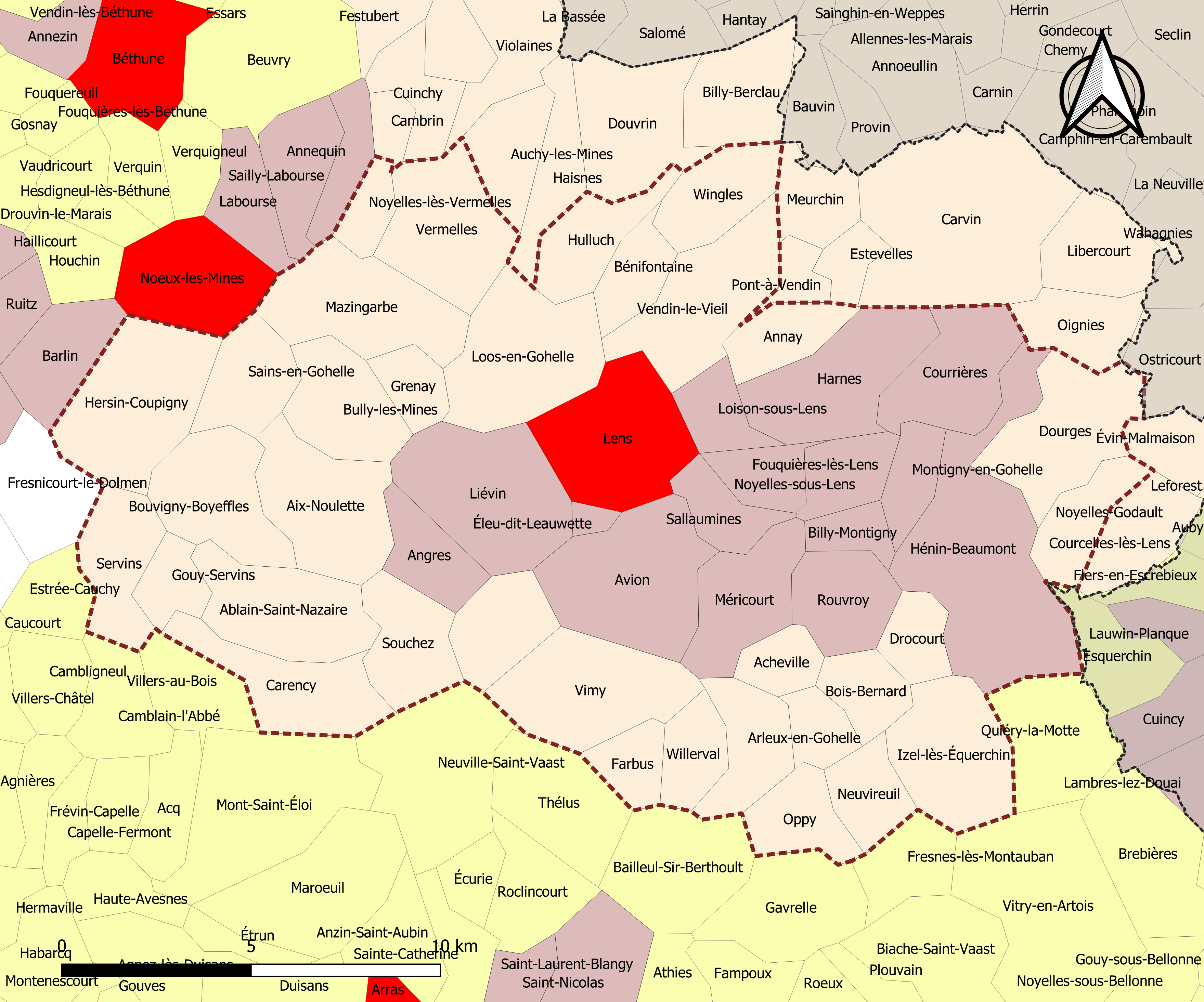
Carte de l'aire d'attraction d'Lens - Liévin.
Commune-centre
Commune du pôle principal
Commune de la couronne

## Définition
L'aire d'attraction d'une ville est composée d’un pôle, défini à partir de critères de population et d’emploi ainsi que d’une couronne constituée des communes dont au moins 15 % des actifs travaillent dans le pôle. Le pôle d’attraction constitue ainsi un point de convergence des déplacements domicile-travail,.

## Géographie
L’aire d'attraction de Lens - Liévin est une aire intra-départementale qui comporte 50 communes dans le Pas-de-Calais. 

### Composition communale
| Catégorie                  | Département   | Communes | Communes |
| Catégorie                  | Département   | Nombre   | Libellé |
| -------------------------- | ------------- | -------- | --- |
| Commune-centre             | Pas-de-Calais | 1        | Lens. |
| Communes du pôle principal | Pas-de-Calais | 15       | Angres, Avion, Billy-Montigny, Courrières, Éleu-dit-Leauwette, Fouquières-lès-Lens, Harnes, Hénin-Beaumont, Liévin, Loison-sous-Lens, Méricourt, Montigny-en-Gohelle, Noyelles-sous-Lens, Rouvroy, Sallaumines. |
| Communes de la couronne    | Pas-de-Calais | 34       | Ablain-Saint-Nazaire, Acheville, Aix-Noulette, Annay, Arleux-en-Gohelle, Bénifontaine, Bois-Bernard, Bouvigny-Boyeffles, Bully-les-Mines, Carency, Dourges, Drocourt, Farbus, Fresnoy-en-Gohelle, Givenchy-en-Gohelle, Gouy-Servins, Grenay, Hersin-Coupigny, Hulluch, Izel-lès-Équerchin, Loos-en-Gohelle, Mazingarbe, Neuvireuil, Noyelles-Godault, Noyelles-lès-Vermelles, Oppy, Sains-en-Gohelle, Servins, Souchez, Vendin-le-Vieil, Vermelles, Vimy, Willerval, Wingles. |

## Démographie
Cette aire est catégorisée dans les aires de 200 000 à moins de 700 000 habitants, une catégorie qui regroupe 23,6 % de la population au niveau national,.